# Saverio La Ruina

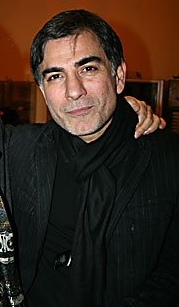
Saverio la Ruina

Saverio La Ruina (né à Castrovillari) est un acteur et metteur en scène de théâtre italien, d’expression italienne et calabraise.

## Biographie
Diplômé de l'école de théâtre de Bologne, il poursuit sa formation avec Jerzy Stuhr et travaille avec Leo de Berardinis.
En 1992, il fonde avec Dario De Luca la compagnie Scena Verticale à Castrovillari (Calabre). La compagnie, fruit d'immenses sacrifices, s'efforce de promouvoir le théâtre dans la ville et fera participer un très grand nombre d'étudiants de Castrovillari.
Lors de la Biennale de Venise en 1999-2000 il est sélectionné avec d'autres jeunes metteurs en scène pour participer à l'atelier de mise en scène dirigé par Eimuntas Nekrosius.
Il co-dirige depuis 1999 aux côtés de Dario De Luca le festival Primavera dei Teatri (Printemps des théâtres), festival consacré aux nouveaux langages du théâtre contemporain.
En 2001 il remporte avec Scena Verticale le prix Bartolucci « pour une nouvelle réalité », et en 2003 le prix de la critique théâtrale remis par l'association nationale italienne des critiques de théâtre.
En 2007 il remporte les prix UBU du meilleur acteur italien et du meilleur texte italien pour le monologue Déshonorée (un crime d'honneur en Calabre).
En 2010 il remporte le prix Hystrio de la mise en scène pour Arrange-toi (La Borto) et le prix UBU pour le meilleur texte italien. Il est en outre nommé au prix UBU comme meilleur acteur italien.
En 2012 il remporte le prix UBU du meilleur acteur italien pour Italbanais.
En mai 2014 le TNP de Villeurbanne présente une interprétation de sa pièce Déshonorée (un crime d'honneur en Calabre) dans le cadre du festival Face à Face - Paroles d'Italie, puis intègre à sa programmation 2014 la pièce Arrange-toi dans une traduction de F. Martucci et A. Mélan.

## Théâtrographie
- 1996 : La stanza della memoria
- 1998 : de-viados
- 2000 : Hardore di Otello
- 2002 : Amleto ovvero Cara mammina
- 2004 : Kitsch Hamlet
- 2006 : Déshonorée (un crime d'honneur en Calabre)
- 2009 : Arrange-toi
- 2011 : Italbanais

## Autres œuvres
- 2006 : Elettra. Tre variazioni sul mito
- 2007 : Luigi Sturzo. Le tre male bestie
- 2009 : U Tingiutu. Un Aiace di Calabria
- 2012 : Morir sì giovane e in andropausa